# Wudzyn (gromada)
Wudzyn (także Wudzyń) – dawna gromada, czyli najmniejsza jednostka podziału terytorialnego Polskiej Rzeczypospolitej Ludowej w latach 1954–1972.
Gromady, z gromadzkimi radami narodowymi (GRN) jako organami władzy najniższego stopnia na wsi, funkcjonowały od reformy reorganizującej administrację wiejską przeprowadzonej jesienią 1954 do momentu ich zniesienia z dniem 1 stycznia 1973, tym samym wypierając organizację gminną w latach 1954–1972.
Gromadę Wudzyn z siedzibą GRN w Wudzynie utworzono – jako jedną z 8759 gromad na obszarze Polski – w powiecie bydgoskim w woj. bydgoskim, na mocy uchwały nr 24/3 WRN w Bydgoszczy z dnia 5 października 1954. W skład jednostki weszły obszary dotychczasowych gromad Wudzyn i Wudzynek ze zniesionej gminy Koronowo oraz obszar dotychczasowej gromady Stronno ze zniesionej gminy Dobrcz w powiecie bydgoskim, a także obszar dotychczasowej gromady Stary Jasiniec ze zniesionej gminy Serock w powiecie świeckim w tymże województwie. Dla gromady ustalono 23 członków gromadzkiej rady narodowej.
10 kwietnia 1956 (z mocą obowiązującą wstecz od 29 lutego 1956) do gromady Wudzyn włączono wieś Hajdrowo z gromady Dobrcz w tymże powiecie.
Gromadę zniesiono 1 stycznia 1969, a jej obszar włączono do gromad Serock (sołectwa Wudzyń, Stronno i Wudzynek) i Koronowo (sołectwo Stary Jasieniec) w tymże powiecie.